# Guus Hoogmoed
Guus Hoogmoed (Utrecht, 27 september 1981) is een voormalig Nederlandse atleet uit Assendelft. Hij was vooral succesvol op de sprintafstanden. Hoogmoed werd tweemaal Nederlands kampioen op de 100 m en viermaal op de 200 m. Bovendien veroverde hij vier nationale indoortitels. Hij nam eenmaal deel aan de Olympische Spelen.

## Biografie

### Bronzen medaille
Hoogmoeds grootste internationale succes haalde hij in 2003, toen hij deel uitmaakte van de 4 x 100 m estafetteploeg, die tijdens de wereldkampioenschappen in Parijs de bronzen medaille won. Hij kwam toen niet uit tijdens de finale, maar liep wel mee in een eerdere ronde, waarin een nieuw Nederlands record werd gelopen, dat overigens in de finale alweer werd verbeterd.
Tijdens de wereldkampioenschappen in Helsinki in 2005 haalde Hoogmoed de kwartfinale op de 100 en de 200 m. Eerder dat jaar was hij op de 200 m vierde geworden tijdens de Europese indoorkampioenschappen in Madrid. Bij de Europese kampioenschappen in Göteborg slaagde hij er op de 200 m net niet in de finale te bereiken. In zijn halve finale werd hij vijfde in 20,80 s, na in de kwartfinale tot 20,76 te zijn gekomen. Verder kwam hij als lid van de 4 x 100 m estafetteploeg. Samen met Timothy Beck, Caimin Douglas en Patrick van Luijk werd hij in de finale achtste met 39,64, na in de halve finale nog 39,18 te hebben gelopen.

### 2007
In 2007 liet Guus Hoogmoed al vroeg in het seizoen zien dat hij in een uitstekende vorm verkeerde. In Hoorn liep hij begin mei voor de eerste keer van het jaar op de 200 m onder de 21 seconden. Vervolgens legde hij half mei in Bremen op de incourante 300 m met 32,75 de beste Nederlandse prestatie aller tijden op het kunststof neer. Een maand later verbeterde hij in Biberach op de 200 m zijn PR en bleef met 20,53 zes honderdste seconde binnen de limiet voor de wereldkampioenschappen in Osaka. Op de 100 m zat hij met 10,27 twee honderdste boven de kwalificatie-eis. Een week later was ook deze barrière geslecht: bij de Europa Cup wedstrijd in het Finse Vaasa sprintte hij op de 100 m naar een persoonlijk record van 10,15 en bleef hiermee dik onder de limiet voor de WK. De kwalificatielimiet voor de Olympische Spelen van 2008 (10,13) kwam in zicht.
Hoogmoed was relatief vroeg in het seizoen verzekerd van deelname aan de WK. Hij kon zich hierna volledig concentreren op het verder uitbouwen en vasthouden van het bereikte prestatieniveau. In het eerste weekend van juli veroverde hij in het Olympisch Stadion van Amsterdam de nationale titel op beide sprintafstanden, waarbij hij zijn PR op de 200 m naar beneden toe bijstelde tot 20,48. Hierna volgden nog verschillende internationale optredens, waarin Hoogmoed geen piekprestatie meer liet zien, maar waarin hij wel steeds relatief goed presteerde. Ten slotte was hij de laatste weken van juli en begin augustus vooral betrokken bij pogingen om ook met een 4 x 100 m estafetteploeg een ticket voor Osaka te bemachtigen. Deze missie mislukt. Hijzelf kon zich gaan opmaken voor zijn derde WK-deelname.

### Teleurstelling
In Osaka verliepen de zaken echter niet zoals Hoogmoed zich die had voorgesteld. Van tevoren had hij al aangegeven zich volledig op de 200 m te zullen richten; zijn 100 m-kwalificatie zou hij dus onbenut laten. Op die 200 m werd hij echter vijfde in zijn serie, waardoor hij zich niet rechtstreeks wist te plaatsen voor de kwartfinale. Gelukkig bleek later, dat hij met zijn tijd van 20,57 tot de acht snelste verliezers behoorde, wat ten slotte toch een plaats in de kwartfinale opleverde. Hierin werd Hoogmoed echter uitgeschakeld, omdat hij door plotseling opkomende kramp in zijn rechterkuit geen vuist kon maken en kansloos als laatste finishte. Een zuur einde van het WK voor de Zaankanter, die zichzelf eerder een goede kans op een plaats in de halve finale had toegedicht.
Als doekje voor het bloeden kreeg Hoogmoed op 24 november 2007 te horen, dat de Atletiekunie had besloten om de tijd van 10,10 van Churandy Martina met terugwerkende kracht als Nederlands record uit de boeken te schrappen. Hierdoor mag de atleet uit Assendelft zich met zijn eerder in dit jaar gelopen 10,15 nu Nederlands recordhouder op de 100 m noemen.

### Olympisch jaar
Hoogmoed ging het olympische jaar 2008 goed van start door in februari in Gent de nationale titel op de 60 m indoor te veroveren. In een spannende strijd versloeg hij zijn rivaal Patrick van Luijk nipt; voor beiden werd 6,75 geklokt. In de eerste helft van het buitenseizoen kwam Hoogmoed gaandeweg steeds beter op stoom, resulterend in zijn beste jaarprestaties op 29 juni in Biberach, waar hij op de 100 m 10,31 en op de 200 m 20,67 liep. Een week later werd hij op de Nederlandse baankampioenschappen echter tweemaal verslagen door Patrick van Luijk, al mochten de tijden er best zijn: 10,58 en 20,92. Steeds duidelijker werd echter dat de focus voor wat betreft deelname aan de Spelen op de eerste plaats moest liggen op kwalificatie voor de 4 x 100 m estafette. Op deze discipline lagen de papieren van de Nederlandse sprinttop, zoals dat in het verleden wel vaker het geval was geweest, het gunstigst.
In juni en juli werden diverse kwalificatiepogingen ondernomen, waarbij Hoogmoed overigens enkele malen ontbrak. Lichte blessureklachten in de onderrug (1 juni) en de hamstrings (22 juni) hielden hem bij die gelegenheden aan de kant. Maar op de momenten dat het estafetteteam zijn beste prestaties neerzette, maakte Hoogmoed er deel van uit. Zo liep de oranje-equipe op 6 juni een tijd van 39,03 in Turijn en 16 juli 38,92 in Luzern. Het resulteerde in een zeventiende plaats op de wereldranglijst, onvoldoende voor kwalificatie, aangezien alleen de eerste zestien landen van het IOC een uitnodiging voor Peking konden tegemoetzien. Het geluk lachte de Nederlandse equipe echter nu eens toe. Omdat Australië het mannen 4 x 100 m estafetteteam bleek te hebben teruggetrokken (naar verluidt kon men daar geen representatief team samenstellen), werd Nederland als zeventiende alsnog voor de Spelen uitgenodigd. De vier basislopers van het team, Maarten Heisen, Guus Hoogmoed, Patrick van Luijk en Caimin Douglas in die volgorde, konden zich dus toch nog gaan opmaken voor deelname aan de olympische 4 x 100 m estafette in het Vogelnest.

### Winst en tegenslag in Peking
De ploeg vertrok naar Peking met als doel het Nederlands record te verbeteren, dat sinds 30 augustus 2003 op 38,63 stond, gelopen door het team dat op de WK in Parijs de bronzen medaille veroverde. Zover kwam het niet. De Nederlandse equipe moest in zijn serie aantreden tegen ploegen als de Verenigde Staten, Trinidad & Tobago, Japan en Polen. De Nederlanders overleefden deze slag, omdat vier teams, waaronder dat van de Verenigde Staten, hun race verknoeiden door foute wissels. Het Nederlandse viertal bleef overeind en kwam met 38,87, de snelste tijd van het jaar, als derde binnen.
Een dag later kwam in de finale, waarin Jamaica met een wereldrecord van 37,10 uit de bus kwam, aan alle euforie een eind. Nu was het de beurt aan Nederland om de wissel te verknallen; die tussen Guus Hoogmoed en Patrick van Luijk mislukte. Na afloop aarzelde Van Luijk niet om de schuld op zich te nemen. In de halve finale was hij wat te langzaam weggegaan, nu ging hij te vroeg. Hoogmoed wilde hem dat niet te zwaar aanrekenen. 'Ik riep nog, maar dat was uiteraard niet te horen in deze heksenketel. Boos worden heeft geen zin, want we moeten toch met elkaar verder. Dit kan gebeuren in een estafette.' Waar op het scherp van de snede moet worden gewisseld, heeft een fout nu eenmaal al gauw fatale gevolgen. Gezien de voorgeschiedenis van het team was het halen van de finale op zichzelf echter al boven verwachting.

### Afscheid met record
In 2012 besloot Hoogmoed te stoppen met zijn actieve atletiek carrière. Op 22 juli, tijdens de Amsterdam Open in het Olympisch Stadion, nam hij officieel afscheid en hij deed dit in stijl. Als lid van een 4 x 100 m estafetteploeg van Phanos, dat verder bestond uit Rik Wester, Jerrel Feller (reserveloper van de 4 x 100 meterploeg op de OS in Londen) en Mike van Kruchten, verbeterde hij in 39,92 met een tiende seconde het Nederlands record voor clubteams uit 1993. Het was tevens de eerste keer dat een Nederlands clubteam de 40-secondengrens doorbrak. 
Guus Hoogmoed studeerde aan de Academie voor Lichamelijke Opvoeding (ALO). Na zijn atletiek carrière heeft hij een sportschool in Assendelft gerund. Tegenwoordig is hij werkzaam als docent lichamelijke opvoeding op een middelbare school in Amsterdam.

## Nederlandse kampioenschappen
Outdoor
| Onderdeel | Jaar                   |
| --------- | ---------------------- |
| 100 m     | 2005, 2007             |
| 200 m     | 2004, 2005, 2006, 2007 |

Indoor
| Onderdeel | Jaar       |
| --------- | ---------- |
| 60 m      | 2006, 2008 |
| 200 m     | 2005, 2012 |

## Persoonlijke records
Outdoor
| Afstand | Prestatie       | Datum           | Plaats    |
| ------- | --------------- | --------------- | --------- |
| 100 m   | 10,15 s (ex-NR) | 23 juni 2007    | Vaasa     |
| 200 m   | 20,48 s         | 1 juli 2007     | Amsterdam |
| 400 m   | 47,13 s         | 9 augustus 2003 | Utrecht   |

Indoor
| Afstand | Prestatie | Datum           | Plaats    |
| ------- | --------- | --------------- | --------- |
| 50 m    | 6,05 s    | 25 januari 2003 | Zuidbroek |
| 60 m    | 6,74 s    | 3 februari 2008 | Dour      |
| 200 m   | 20,81 s   | 5 maart 2005    | Madrid    |

## Palmares
Indoor

#### 60 m
- 2006:  NK indoor - 6,75 s
- 2008:  NK indoor - 6,75 s
- 2009:  NK indoor - 6,75 s
- 2012: 5e NK indoor - 6,93 s

#### 200 m
- 2002:  NK indoor - 21,98 s
- 2003:  NK indoor - 21,65 s
- 2005:  NK indoor - 21,09 s
- 2005: 4e EK indoor in Madrid - 21,12 s
- 2012:  NK indoor - 21,66 s

Outdoor

#### 100 m
- 2004: 5e NK - 10,34 s
- 2005:  Europacup B in Leiria - 10,25 s
- 2005:  NK - 10,36 s
- 2005: 7e ¼ fin. WK - 10,51 s
- 2006:  NK - 10,60 s
- 2007:  NK - 10,26 s
- 2008:  NK in Amsterdam - 10,58 s
- 2009:  NK - 10,54 s
- 2012: 5e Flynth Recordwedstrijden te Hoorn - 10,70 s
- 2012: 6e Gouden Spike - 10,73 s

### 150 m
- 2012:  Ter Specke Bokaal te Lisse - 15,83 s

#### 200 m
- 2002: 8e NK - 21,94 s
- 2003:  NK - 21,02 s
- 2004:  NK - 20,88 s (+2,5 m/s)
- 2005:  NK - 20,41 s
- 2005: 6e ¼ fin. WK - 21,26 s
- 2005:  Europacup B in Leira - 20,64 s
- 2006:  NK - 21,05 s
- 2006: 5e Europacup B in Thessaloniki - 21,08 s
- 2007:  NK - 20,48 s
- 2007: 5e ½ fin. EK - 20,80 s
- 2007: 8e ¼ fin. WK - 21,32 s
- 2008:  NK - 20,92 s
- 2009:  NK - 21,24 s
- 2010:  NK - 21,40 s
- 2012: 5e Gouden Spike - 21,44 s
- 2012:  NK - 21,08 s

### 300 m
- 2012: 5e Ter Specke Bokaal - 34,23 s

#### 4 x 100 m estafette
- 2006: 8e EK - 39,64 s
- 2008: DSQ OS